# Reepenia fuliginosa
Reepenia fuliginosa là một loài Hymenoptera trong họ Halictidae. Loài này được Friese mô tả khoa học năm 1909.